# Joyless
Joyless est un groupe de pop rock dépressif norvégien, originaire de Etne et Ølen, Hordaland. Ils sont actuellement chez le label No Colours Records.

## Biographie
Joyless est formé en 1996 par trois membres — Olav, Rune et Thomas — du groupe Forgotten Woods. Cette même année, ils publient leur premier album studio, intitulé Unlimited Hate, qui comprend des éléments punk et black metal dans la veine de Forgotten Woods. En 1997, ils effectuent un split avec Apokryphus, et enregistrent l'EP Blue in the Face en 1998.
Jouant à leurs débuts du black metal, ils évoluent vers du pop-rock dépressif à chant féminin à partir de leur deuxième album, Wisdom and Arrogance, en 2000, tout en conservant leur caractère avant-gardiste. Onze ans plus tard, après plusieurs nouveaux splits et une compilation, Joyless publie en 2011 son troisième album studio, intitulé Without Support, qui est relativement bien accueilli par la presse spécialisée,.

## Membres

### Membres actuels
- Olav Berland - guitare, basse, batterie, chant (depuis 1996)
- Nylon - guitare (depuis 1996)
- Ida Helleboe - chant (depuis 2000)

### Anciens membres
- Rune Vedaa - basse (1996-2000, 2006-2010)
- Reinhardt Toresen - chant (1996, 1999)
- Thomas Torkelsen - chant (1996-2000)
- Krister Hareide Larsen - chant (1997)
- Arve Johansen - piano (2011)

## Discographie

### Albums studio
- 1996 : Unlimited Hate
- 2000 : Wisdom and Arrogance
- 2011 : Without Support

### EP
- 1999 : Blue in the Face

### Splits et compilations
- 1997 : Joyless/Apokryphus (split)
- 2005 : Uppgivet Hjärta/Eidyllion (split)
- 2009 : Wild Signs of The Endtimes (compilation)
- 2009 : Bethlehem/Joyless (split)
- 2009 : Urfaust/Joyless (split)